# Mellilla xanthometata
Mellilla xanthometata är en fjärilsart som beskrevs av Walker 1862. Mellilla xanthometata ingår i släktet Mellilla och familjen mätare. Inga underarter finns listade i Catalogue of Life.